# All Grown Up!
All Grown Up! är en amerikansk animerad tv-serie skapad av Arlene Klasky och Gábor Csupó för Nickelodeon. Det är en spinoff till Rugrats, och som utspelar sig tio år efter originalserien där karaktärerna har blivit tonåringar. Tommy, Dill, Chuckie, Phil, Lil, Kimi, Angelica och Susie måste nu ta itu med olika tonårsproblem och situationer. 
Efter framgången med All Growed Up, Rugrats 10-årsepisod, startade Nickelodeon All Grown Up! som en spinoff-serie baserad på episoden. Serien pågick från 2003 till 2008 i fem säsonger om 55 episoder. Serien visades under en viss tid i Nicktoons, och visas för närvarande på Teennicks programblock Nicksplat sedan 2015.

## Röster
| Karaktär                                        | Engelsk röst                  | Svensk röst               |
| ----------------------------------------------- | ----------------------------- | ------------------------- |
| Thomas Malcolm "Tommy" Pickles                  | Elizabeth Daily               | Olle Sarri                |
| Dylan Prescott "Dill" Pickles                   | Tara Strong                   | Anton Olofson Raeder      |
| Angelica Charlotte Pickles                      | Cheryl Chase                  | Annica Smedius            |
| Charles Crandall Norbert "Chuckie" Finster, Jr. | Nancy Cartwright              | Anna Nordell              |
| Kimi Watanabe-Finster                           | Dionne Quan                   | Elina Raeder              |
| Phillip Joseph "Phil" DeVille                   | Kath Soucie                   | Leo Hallerstam            |
| Lillian Marie Jill "Lil" DeVille                | Kath Soucie                   | Maria Rydberg             |
| Susanna Yvonne "Susie" Carmichael               | Cree Summer                   | Frida Äng                 |
| Stuart "Stu" Pickles                            | Jack Riley                    | Oscar Harryson            |
| Diane "Didi" Kropotkin-Pickles                  | Melanie Chartoff              | Susanne Barklund          |
| Louis Kalhern "Lou" Pickles                     | Joe Alaskey                   | Johan Hedenberg           |
| Andrew "Drew" Pickles                           | Michael Bell                  | Dick Eriksson             |
| Charlotte Jones-Pickles                         | Tress MacNeille               | Charlotte Ardai Jennefors |
| Elizabeth "Betty" DeVille                       | Kath Soucie                   | Vicki Benckert            |
| Howard Sawyer "Howie" DeVille                   | Philip Proctor                | Adam Fietz                |
| Charles Norbert "Chas" Finster, Sr.             | Michael Bell                  | Jan Simonsson             |
| Kira Finster                                    | Julia Kato                    | Maria Rydberg             |
| Lucy Yamico Carmichael                          | Hattie Winston                |                           |
| Randy Carmichael                                | Ron Glass                     | Oscar Harryson            |
| Alisa Carmichael-Bobir                          | Bettina Bush                  |                           |
| Tyrone "Ty" Bobir                               | Bumper Bush                   |                           |
| Boris Kropotkin                                 | Michael Bell                  | Jan Simonsson             |
| Minka Kropotkin                                 | Melanie Chartoff              |                           |
| Brianna Penelope                                | Candi Milo                    | Elina Raeder              |
| Harold Frumkin                                  | Pat Musick                    | Emil Almén                |
| Savannah Violeta Shane                          | Shayna Fox                    | Maria Rydberg             |
| Paris Seltzer                                   | Angelique Perrin              | Susanne Barklund          |
| Celestine Winona "Chelsea" Koyano               | Jennifer Aquino               | Beata Harryson            |
| Nicole Boscarelli                               | Lizzie Murray                 | Beata Harryson            |
| Sean Butler                                     | Pamela Adlon                  |                           |
| Justin Rogers                                   | Candi Milo                    | Leo Hallerstam            |
| Zason Ivander Maximillian Theodore "Z" Melton   | Cara DeLizia                  | Oscar Harryson            |
| Olivia                                          | Lara Jill Miller              |                           |
| Rachel Ann Wyatt Alcroft                        | Meagan Smith Denise Pickering |                           |
| Yamilex "Wally" Ramon                           | Jessica DiCicco               | Charlotte Ardai Jennefors |
| Trevor Horne                                    | Cameron Bowen                 |                           |
| Lilla Q                                         | Lil Romeo                     | Frida Örn                 |
| Francine Garcia                                 | Philece Sampler               | Charlotte Ardai Jennefors |
| Bernadette Marcus-Allcroft                      | Crystal Scales                | Elina Raeder              |
| Bean Mattson                                    | Laraine Newman                | Oscar Harryson            |
| Chetwyn Horne                                   | Grey DeLisle                  | Oscar Harryson            |
| Troy Banks                                      | Ogie Banks III                | Emil Almén                |
| Brett Jenks                                     | Jennifer Hale                 | Oscar Harryson            |
| Diane DeLongis                                  | Jennifer Hale                 |                           |
| Leslie Myers                                    | Kate Higgins                  | Emil Almén                |
| Myron Romeo Victor Agustine Leonid Komarovski   | Leslie Carrara                | Oscar Harryson            |
| Sebastion Marcellino                            | Margit Furseth                | Anton Olofsson            |
| Alfred Bonaventure                              | Lauren Tom                    | Adam Fietz                |
| Miyume Kiyoko                                   | Shuko Akune                   | Beata Harryson            |
| Kiyoko Lee                                      | Janice Kawaye                 | Charlotte Ardai Jennefors |
| Yoshi Hinata                                    | Scott Maruyama                | Oscar Harryson            |
| Julia Lauren Mizuno Alcroft                     | Janice Kawaye                 | Vicki Benckert            |
| Amelia Carnes                                   | Candi Milo                    |                           |
| Edith Johnson                                   | Danielle Harris               | Charlotte Ardai Jennefors |
| Mac DeVanny                                     | Amy Gunzenhauser              |                           |
| Buster Carmichael                               | Bumper Robinson               |                           |
| Edwin Carmichael                                | Ogie Banks                    |                           |
| Yvonne Bobir                                    | Nicole Brown                  |                           |
| Darryl Spears                                   | Dempsey Pappion               |                           |
| Jean Sears                                      | Jennifer Hale                 |                           |
| Pilar Willis                                    | Tara Strong                   |                           |
| Beverly Velma Allcroft-O'Keats                  | Ann Magnuson                  |                           |
| Rektor Estes Pangborn                           | Clancy Brown                  | Adam Fietz                |
| Beaker                                          | Fred Stoller                  | Emil Almén                |
| Peppe                                           | Bronson Pinchot               | Oscar Harryson            |
| Fisk                                            | Jason Ritter                  |                           |
| Joe Melton                                      | Wally Wingert                 | Adam Fietz                |
| Jonathan Patalas                                | Dan Castellaneta              |                           |
| Hiro Watanabe                                   | Robert Ito                    |                           |